# وزير الداخلية
وزيرة الداخلية يُطلق عليه في بعض الأحيان وزير الأمن الداخلي أو الشؤون الداخلية في بعض البلدان، وهو أحد الأعضاء الرئيسين لحكومة لكل بلد. عادة مسؤولاً عن الشرطة والأمن الوطني، ومسائل الهجرة، ويوكل إليه المسائل المتعلقة بالمحافظة على القانون والنظام وإقامة العدل.
في البلدان التي لديها دستور اتحادي، وزير الداخلية غالباً ما يكون على المستويين الاتحادي ومستوى الولايات (أو الأقاليم). وبالمثل، كيانات مستقلة والأقاليم التابعة لهاأيضا وزراء الداخلية ؛ ومن الأمثلة عليها هونغ كونغ (المنطقة الإدارية الخاصة من جمهورية الصين الشعبية)، التي لها وزير الأمن، وأقليم كردستان العراق (المنطقة الشمالية من العراق) لها وزارة أمن خاصة بها.